# Думич Петро Карлович
Петро Карлович Ду́мич (нар. 11 квітня 1935, Поляна) — українськи майстер художнього скла; член Спілки художників України з 1973 року.

## Біографія
Народився 11 квітня 1935 року в селі Поляні (тепер Стрийський район Львівської області, Україна). Здобув середню освіту. У 1953–1961 роках працював на склоробних підприємствах Львова, з 1963 року — на Львівській кераміко-скульптурній фабриці. Член КПРС з 1966 року.
Жив у Львові в будинку на вулиці Тернопільській, 1а, квартира 2. 

## Творчість
Працював у галузі декоративного мистецтва (гутне скло). Серед робіт — набори для пиття, декоративні вази, скульптури, штофи, графини, куманці, анімалістична пластика, зокрема:
- посудина «Ведмідь» (1967);
- ваза «Плетена» (1968);
- підсвічник (1970);
- скульптури «Ведмедик» (1958), «Білочка», «Лебідь», «Ведмежа» (усі — 1960), «Лев», «Риба» (обидві — 1973);
- набір «Червоний куманець» (1974);
- фляги «Польща» (1975);
- декоративні штофи «Карпати» (1975).

Брав участь у всеукраїнських виставках з 1960 року, всесоюзних з 1967 року. 
Твори зберігаються в Музеї етнографії і художнього промислу, Музеї українського народного декоративного мистецтва, Сумському, Харківському художніх музеях.